# La Fosse-de-Tigné

La Fosse-de-Tigné este o comună în departamentul Maine-et-Loire, Franța. În 2009 avea o populație de 200 de locuitori.